# Zádolí
Zádolí (en allemand : Sarschetz Lhota) est une commune du district d'Ústí nad Orlicí, dans la région de Pardubice, en Tchéquie. Sa population s'élevait à 92 habitants en 2024.

## Géographie
Zádolí se trouve à 7 km au sud-sud-ouest de Vysoké Mýto, à 21 km à l'ouest-nord-ouest d'Ústí nad Orlicí, à 29 km à l'est-sud-est de Pardubice et à 123 km à l'est de Prague.
La commune est limitée par Vysoké Mýto au nord, par Džbánov à l'est, par Javorník au nord-est, par Libecina au sud, et par Pustina à l'ouest.

## Histoire
La première mention écrite de la localité date de 1461.

## Transports
Par la route, Zádolí trouve à 7,5 km de Vysoké Mýto, à 31 km d'Ústí nad Orlicí, à 37 km de Pardubice et à 152 km de Prague. 